# Chad (sjö i Antarktis)
Chad är en sjö i Antarktis. Den ligger i Östantarktis. Nya Zeeland gör anspråk på området. Chad ligger 403 meter över havet.